# Will & Grace
Will & Grace is een Amerikaanse sitcom van de zender NBC (in Nederland uitgezonden op de zender Net5 en per 3 oktober 2017 bij TLC; in België op KANAALTWEE en op TLC), die over een tijdsbestek van elf jaar werd uitgezonden. De serie is bekroond met diverse prijzen, zoals de Emmy Awards, en is genomineerd voor onder andere de Golden Globes. Het vertelt het verhaal van Will Truman en Grace Adler, een koppel uit Manhattan met één groot obstakel; zij is hetero en hij homo. Ook hun vrienden Jack McFarland en Karen Walker zijn vaste waarden in de komedie.
In de Verenigde Staten kwam de eerste aflevering (Love & Marriage) op 8 september 1998 op de buis. Op 21 mei 2006 werd de 179ste en tevens (voor toen) de laatste uitzending uitgezonden (The Finale). Hiermee eindigde de serie na acht succesvolle jaren. In januari 2017 bevestigde NBC dat een negende seizoen van Will & Grace gemaakt zou worden. Uiteindelijk werden er drie nieuwe seizoen geproduceerd en kwam het totale aantal afleveringen op 246. De nieuwe afleveringen werden in Nederland vanaf 3 oktober 2017 uitgezonden door TLC.

## Voorgeschiedenis
Will Truman (Eric McCormack) en de Joodse Grace Adler (Debra Messing) waren op de New Yorkse universiteit al een stel. Toch was er iets vreemds op te merken aan het gedrag van Will, die als enige jongen weigerde seks te hebben met zijn vriendin. Will was in werkelijkheid homoseksueel, maar verborg dit voor al zijn vrienden en familie. Op een feestje dat hij op het weekend voor Thanksgiving geeft, ontmoet hij de zwierige Jack MacFarland (Sean Hayes), die zelf ook homoseksueel is en Will ervan overtuigt dat hij eerlijk moet zijn. Will ontkent dat hij op mannen valt, maar raakt toch aardig met zijn gevoelens in de knoop als Grace hem meeneemt naar haar familie in Schenectady, New York en duidelijk maakt dat ze toe is aan de liefdesdaad. Will wordt hopeloos en floept er iets uit dat hij niet bedoeld heeft; hij vraagt Grace ten huwelijk. Als Grace instemt ziet Will dat hij zich nog dieper in de nesten heeft gewerkt. Hij komt eindelijk uit de kast, en Grace verbreekt hun relatie en vriendschap onmiddellijk.
In het daaropvolgende jaar worden Jack en Will beste vrienden. Jack bekent gevoelens voor Will te hebben, die niet wederzijds blijken zijn. Sindsdien beledigt Jack Will steeds op een plagerige manier over zijn uiterlijk. Will vertelt al zijn vrienden en familieleden over zijn seksualiteit, en houdt de mensen over die echt van hem houden. Tot hij na een jaar gescheiden te zijn Grace weer ontmoet en de twee het bijleggen. De twee zijn sindsdien elkaars beste vrienden.

## Verhaal
De serie begint twaalf jaar later, wanneer Will een relatie van zes jaar achter de rug heeft en Grace samenwoont met Danny. Will woont in een luxe appartement op Manhattan, de hoofdset van de serie, waar zijn goede vriend Jack hem regelmatig komt bezoeken als hij weer geen slaapplaats heeft. Als Danny Grace ten huwelijk vraagt, komt Will tussenbeide; hij vindt dat Grace beter verdient. De twee krijgen een hooglopende ruzie, die ze uiteindelijk weer bijleggen. Grace komt dan tot de conclusie dat Will gelijk had en ze verbreekt de verloving. Dan trekt ze bij Will in.
Will is inmiddels een succesvolle advocaat, met zijn eigen advocatenbureau. Als zijn bedrijf later failliet gaat, gaat hij voor het grote advocatenbureau Douchette en Stein werken. Grace is een gewilde binnenhuisarchitecte die ook haar eigen bedrijfje heeft. Bij Grace Adler Designs werkt ook haar assistente, de vreselijk verwende en rijke Karen Walker (Megan Mullaly), die er alleen werkt omdat het haar met beide benen op de grond houdt en om een sociaal leven te hebben. Grace houdt haar alleen in dienst omdat Karen connecties heeft met de rijkste mensen uit New York en omdat Karen haar ziekenfonds betaalt. Karen is namelijk getrouwd met de steenrijke vastgoedmagnaat Stanley Walker, die nooit in beeld is gekomen, en is als een vreselijke stiefmoeder voor zijn kinderen. Karen wordt getypeerd door haar hoge piepstemmetje en haar grote voorgevel. Ze gedraagt zich vaak als een diva, komt nooit op tijd, is altijd onder de invloed van drugs en alcohol, praat ruw en onbeschoft, schreeuwt tegen haar bediende Rosario Salazar (Shelley Morrison) en heeft altijd kritiek op het haar en de kleren van Grace. Diep van binnen zijn de twee toch vriendinnen, en Karen heeft veel waardering en bewondering voor Grace. Jack is beste vrienden met Karen, die hij ziet als alles wat hij zelf heeft willen zijn: rijk, vrouw en een diva. De twee "poedels" zorgen altijd voor hilariteit in het leven van Will en Grace, die zelf de serieuzere factoren in de serie zijn.
Deze basis is in de acht jaar nagenoeg onveranderd gebleven. Will en Grace hebben veel korte relaties, die vaak op niets uitlopen. Grace trouwt in het vijfde seizoen met de tevens Joodse arts Leo Marcus (Harry Connick, Jr.), maar scheidt een jaar later van hem omdat hij is vreemdgegaan. Will en Grace komen uiteindelijk tot de conclusie dat ze te close zijn om nog vriendjes te hebben. Ze zijn te innig met elkaar verbonden om hun vriendjes niet jaloers te laten worden, en dit staat hun al jaren in de weg. De makers van de serie verklaren dat de langdurige relatie de banden met de vier hoofdpersonages dusdanig verandert dat de hele plot anders wordt.
Jack heeft de meeste vluchtige relaties; hierbij wordt ingesprongen op het vooroordeel over homo's. Hij is danser, zanger en heeft een niet al te populaire onemanshow (Just Jack, later Jack 2000 en Jack 2001). Zijn vader blijkt in het echt zijn stiefvader te zijn, en hij is verwekt door een zekere meneer Black (wat zwart betekent in het Engels; door miscommunicatie heeft Jack een dag lang gedacht dat hij een zwarte Amerikaan was). Hijzelf had veertien jaar geleden sperma gedoneerd om een leren jas te kunnen betalen, en zijn biologische zoon Elliot zocht in het vierde seizoen contact met hem. Elliots moeder Bonnie blijkt zelf lesbisch te zijn en wil na een tijdje niet meer dat Jack met haar zoon omgaat, omdat hij een slechte invloed op hem heeft.
Stan komt in het tweede seizoen in de gevangenis omdat hij kinderen in zijn fabrieken liet werken, en als hij weer vrijkomt bedriegt hij Karen met een ander: Lorraine Finster (Minnie Driver). Niet lang daarna sterft Stan terwijl hij de liefde met Lorraine bedrijft. Karen zoekt Lorraine op en komt bij haar vader uit: Lyle Finster (John Cleese). De twee krijgen een relatie, trouwen, maar scheiden dezelfde dag weer.
In het achtste seizoen blijkt dat Stan niet echt dood is, maar zich dood hield voor zijn vijanden die hem wilden vermoorden. Karens liefde voor haar man is al dood, en de twee scheiden.

## Personages

### Will(iam) Truman
William Truman (Eric McCormack) is een aantrekkelijke en succesvolle New Yorkse advocaat, die volgens velen een ongezonde relatie heeft met zijn zielsverwant Grace Adler. De twee voelen elkaar totaal aan, weten alles over elkaar en kunnen niet zonder elkaar. Hij kan soms wat harteloos en gevoelloos overkomen, maar dit komt doordat hij probeert te denken met zijn verstand en niet met zijn gevoel. Hij is gebroken na het einde van zijn zes jaar lange relatie met Michael, en heeft na hem nooit echt een lange relatie gehad. Na Vince, een Italiaanse politieagent en James, een Canadese man die met Grace trouwt voor een verblijfsvergunning, verkiest Will ervoor het kind van Grace op te voeden boven Vince. Tot Leo weer terug in beeld komt en Grace besluit met hém verder te gaan. De vriendschap tussen Will en Grace wordt verbroken en ze spreken elkaar voor een lange tijd niet meer. Will en Vince komen weer bij elkaar, en krijgen een zoon genaamd Ben als Wills zaad bij een draagmoeder wordt ingebracht. Ben trouwt uiteindelijk met de dochter van Grace en Leo; Layla. Hierdoor worden Will en Grace ook weer herenigd.
De acteur die overtuigend de rol van een homoseksueel speelt, Eric McCormack, is zelf in het dagelijks leven een getrouwde hetero met een zoontje.

### Grace Adler
Grace Adler (Debra Messing) is een mooie, beetje verwende, dromende binnenhuisarchitecte die met haar beste vriend Will op Manhattan woont. Haar assistente is Karen Walker, die allerlei connecties met de rijkelui in New York heeft. Ze heeft typische luie, verwende en vraatzuchtige trekjes waar velen zich wel mee kunnen identificeren en laat zich vaak leiden door haar gevoel. Ze is hopeloos op zoek naar de ware; ze dacht die eerst te hebben gevonden in Will, daarna in Danny, vervolgens in haar onderbuurman Nathan, dan in de Joodse arts Leo, en uiteindelijk kwam ze toch weer uit bij haar zielsverwant Will uit. In het begin van het zevende seizoen ontmoet ze haar ex-man Leo weer, die haar zwanger maakt. Will en Grace hadden al eerder plannen om een kind te nemen, en besluiten het nu op te voeden zonder het Leo te vertellen, omdat die op het punt staat te gaan trouwen met een andere vrouw. Leo blaast die bruiloft echter af en keert terug naar Grace, omdat hij nog steeds van haar houdt. Grace en Leo besluiten het kind samen op te voeden, en hierbij kwetst Grace Will zo erg dat hij hun vriendschap verbreekt. Hun dochter, Layla, trouwt later echter met de zoon van Will en Vince; Ben. Hierdoor wordt de vriendschap tussen Will en Grace ook weer hersteld.

### Jack MacFarland
Jack MacFarland (Sean Hayes) is als zwierige en losbandige homoseksueel de factor in de serie die voor de 'actieve humor' zorgt. Zijn beweging, daden, opmerkingen en uitspraken zijn vaak seksueel en beledigend getint, maar onder die laag heeft Jack een klein lief hartje dat gewoon aandacht en liefde zoekt.
Jack is de beste vriend van Grace' assistente; Karen Walker. De twee hebben vaak onbegrijpelijke binnenpretjes en gaan op een uiterst vreemde manier met elkaar om. Jack droomt ervan ooit een bekende danser, cabaretier en zanger te worden. Zijn begin was niet erg flitsend; zijn bijzonder slechte onemanshow Just Jack was allesbehalve succesvol; net zoals de daaropvolgende Jack 2000 en Jack 2001. Wel studeerde hij af tot verpleegkundige omdat hij daar een leuke man ontmoette. Zijn specialiteit is de penis; hij kan alle onderdelen ervan tot in de details benoemen.
Op de bruiloft van Karen wordt hij opgemerkt door superster Jennifer Lopez, die daar zingt. Hij gaat met haar op tour, en komt nog hoogmoediger terug. Dan krijgt hij een rol aangeboden als showhost bij JackTalk, en wordt hij een van de bekendste homo's op Manhattan. Als een conservatieve partij de televisiezender opkoopt wordt Jack vervangen door de heimelijk lesbische Amber-Loise (gespeeld door Britney Spears). Hij breekt uiteindelijk door met zijn acteerwerk.
Als, aan het einde van de serie, blijkt dat al Stans geld geleend is en Karen straatarm is, trouwt Jack noodgedwongen met de heimelijk homoseksuele, steenrijke, kleine Republikein Beverly Lesley. Als hij door een windvlaag van het balkon wordt gelift en Jack al zijn geld erft, leven Karen en Jack in de jaren daarna een luxueus leventje.
Jacks idool is Cher, die ook verscheidene malen in de serie is verschenen.

### Karen Walker
Karen Walker (Megan Mullaly) is een verwende en verwaande miljonaire, die alleen als Grace' assistente werkt om iets te doen te hebben. Ze heeft een typisch hoog stemmetje, een enorme voorgevel en is met haar divagedrag alles wat Jack heeft willen zijn.
Karen drinkt en slikt de hele serie door, en lijkt wel continu onder invloed van alcohol en drugs (medicijnen) te zijn. Ze gedraagt zich hard tegenover iedereen, maar soms laat ze zien dat ze toch nog gewoon mens is. Ze is getrouwd met vastgoedmagnaat Stanley Walker, die eerst in de gevangenis terechtkomt, haar bedriegt als hij vrijkomt, sterft bij zijn maîtresse, maar in het zevende seizoen nog bleek te leven. Zijn dekmantel als dode was nodig omdat hij op de vlucht was voor de maffia. Karens liefde voor hem blijft echter dood, en de twee scheiden. Als aan het einde van de serie blijkt dat Stans fortuin op niets is gebaseerd en Karen in één klap straatarm blijkt te zijn, dwingt ze Jack te trouwen met haar vijand Beverley Lesley. Net als ze besluit dat het verkeerd van haar was dit te eisen, overlijdt Beverley. Jack en Karen leven voortaan in enorme rijkdom.
Karens vaste bediende is de latina Rosario Salazar (Shelley Morrison), die ze altijd hard laat werken en tegen wie ze uiterst grof praat, maar met wie ze eigenlijk toch vriendinnen is.
De naam die Karen aanneemt als ze ergens is waar ze zich eigenlijk niet kan vertonen, is Anastacia Beaverhausen.
Net zoals Jack is Karen een flat character; ze verandert nauwelijks in de loop van de serie. Waar Will en Grace wijzer worden over het leven, hun relatie en hun gedrag, blijven Jack en Karen dezelfde egoïstische en hoogmoedige personen.

### Terugkerende personages
Will & Grace is een sitcom, dus de meeste personages die niet tot de vaste ploeg behoren komen maar een of twee afleveringen voor. Deze personages komen vaker dan een enkele keer voorbij in de serie. Ze zijn verdeeld onder de hoofdpersonages aan wie ze verwant zijn.

#### Verwant aan Will
- George Truman (Sydney Pollack) is de vader van Will, die gescheiden is van Marilyn en een relatie heeft met Tina.
- Marilyn Truman (Blythe Danner) is de moeder van Will. Samen met George heeft ze drie zoons.
- Tina (Lesley Ann Warren) is de maîtresse van de vader van Will. Tina heeft een hoog, kinderachtig lachje en een historisch kleine blaas.
- Harlin Polk (Gary Grubbs) was een succesvol zakenman Wills belangrijkste cliënt. Hij verscheen in de serie door het hele eerste seizoen en een deel van het tweede, maar vond later een andere advocaat.
- Vince D'Angelo (Bobby Cannavale) is het eerste vriendje van Will dat hij langer dan een jaar houdt (in het zesde en zevende seizoen) na Michael. Vince is een politieagent die is ontslagen omdat hij tijdens zijn dienst op een collega moest letten. Die schoot per ongeluk iemand dood toen Vince voor kasjmieren handschoenen aan het kijken was, en Vince verloor daardoor zijn baan. Samen besloten ze een punt achter hun relatie te zetten.
- Stuart Lamarck (Dave Foley) Een cliënt van Will in het zesde seizoen die hij aan Jack koppelt.

#### Verwant aan Grace
- Bobbi Adler (Debbie Reynolds) De moeder van Grace. Bobbi is een zangeres en actrice, al heeft ze weinig talent. Ze houdt ervan Grace op haar minpunten te wijzen, aan mannen te koppelen en er iets bij haar inwrijven.
- Nathan (Woody Harrelson) is eerst haar onderbuurman en later haar vaste vriendje tijdens het derde en vierde seizoen. Ze verloven zich steeds net niet, en breken uiteindelijk met elkaar omdat hun relatie niet lekker loopt.
- Dr. Marvin "Leo" Markus (Harry Connick jr.) is eerst het vriendje van Grace tijdens het vijfde seizoen. Ze trouwen in het zesde jaar en scheiden weer in het zevende omdat hij Grace bedrogen heeft met een ander. Hij is ook de vader van haar kind.

#### Verwant aan Karen
- Stanley Walker (geen acteur) is de rijke man van Karen Walker. Hij wordt vaak omschreven als veel te dik, maar is nooit duidelijk in beeld gekomen. De enige keer dat Stan in beeld kwam, waren alleen zijn voeten te zien.
- Olivia Walker (Hallee Hirsh) is de stiefdochter van Karen.
- Mason Walker (geen acteur) is de stiefzoon van Karen.
- Lois Whitly (Suzanne Pleshette) is de moeder van Karen, die een heel lage stem heeft. Karens hoge geluid komt volgens haar van haar vader.
- Beverly Leslie (Leslie Jordan) is een kleine, rijke homoseksueel die niet uit de kast is gekomen met wie Karen een haat-liefderelatie heeft. Als aan het einde van de serie zijn "zakenpartner" Benji en hij uit elkaar gaan, trouwt Jack noodgedwongen met hem om zichzelf en Karen te kunnen onderhouden. Hij overlijdt echter al snel, en laat Karen en Jack steenrijk achter.
- Lorraine Finster (Minnie Driver) is de sletterige Britse maîtresse van Stan, die in een gevangeniskantine werkt.
- Lyle Finster (John Cleese) is een van de ex-mannen van Karen. Hij is de vader van de maîtresse van Karens man; Stan. Hun huwelijk duurde tot aan de huwelijksreceptie. Karen bedroog Lyle Finster met de armchoreograaf van Céline Dion.
- Barry (Dan Futterman) is de homoseksuele neef van Karen, die Will en Jack aantrekkelijk moeten maken.
- Verginia "Gin" Delaney (Bernadette Peters) is Karens jongere zusje, die pas in de voornalaatste aflevering wordt geïntroduceerd. Gin is geestelijk niet helemaal in orde, en heeft een verschil van 0,9 centimeter tussen haar twee benen, door gesaboteerde houten planken tijdens een potje Twister tussen de zussen waarbij Gin haar enkel brak. Karen gaf haar zusje uit schuldgevoel drie ton per maand smartengeld, tot Gin bekent dat ze zelf ook een plank had gesaboteerd.

#### Verwant aan Jack
- Stuart Lamarck (Dave Foley) was een vriendje van Jack die hij ontmoet heeft als cliënt van Will.
- Zandra (Eileen Brennan) was de vrouw die Jack zijn acteerlessen gaf. Ze is een oud en grof vrouwtje dat Jack haar slechtste leerling ooit vindt. Uiteindelijk gaat ze met pensioen en komt ze in een huis voor oude acteurs.
- Elliott Zijn zoon, (Michael Angarano) verwekt doordat Jack in zijn jongere jaren in ruil voor geld zijn sperma af heeft gestaan. De moeder van Elliott wordt gespeeld door Rosie O' Donnell.

#### Verwant aan zowel Will als Grace
- Rob (Tom Gallop) en Ellen (Leigh-Allyn Baker) zijn twee van de beste vrienden van Will en Grace. Ze zijn getrouwd en hebben drie kinderen. Met Rob en Ellen speelden Will en Grace altijd het spel de Pyramides. Ze krijgen een lijstje met een onderwerp en verboden woorden, en je dient het onderwerp ze goed mogelijk te omschrijven en de ander er zo veel mogelijk te laten raden in een bepaalde tijd. Omdat Will en Grace op dezelfde golflengte zitten en elkaar zo goed aanvoelen hebben ze meestal niet meer dan een woord nodig.
- Joe (Jerry Levine) en Larry (Tim Bagley) zijn twee van de beste vrienden van Will en Grace die zijn getrouwd en een dochter hebben geadopteerd.
- Ben Doucette (Gregory Hines) is de baas van Will als hij voor zijn bedrijf, Doucette en Stein gaat werken. Hij heeft een relatie met Grace in het tweede en derde seizoen en raakt ook bevriend met Jack en Karen.
- Val Bassett (Molly Shannon) is de gestoorde bovenbuurvrouw van de twee. Ze heeft vaak om de meest vreemde redenen ruzie met Grace en wordt een tijdje de stalker van Jack.

### Afleveringen
Legenda
 = Hoofdrol
 = Bijrol
 = Gastrol
 = Geen rol
| Eric McCormack       | Will Truman     | 22 | 24 | 25 | 27 | 24 | 24 | 24 | 24 | 16 | 18 | 18 | 246 |
| Debra Messing        | Grace Adler     | 22 | 24 | 25 | 27 | 24 | 19 | 24 | 24 | 16 | 18 | 18 | 241 |
| Sean Hayes           | Jack MacFarland | 22 | 24 | 25 | 27 | 24 | 24 | 24 | 24 | 16 | 18 | 18 | 246 |
| Megan Mullaly        | Karen Walker    | 22 | 24 | 25 | 27 | 24 | 24 | 24 | 24 | 16 | 18 | 16 | 244 |
| Shelley Morrison     | Rosario Salazar | 1  | 8  | 9  | 11 | 10 | 8  | 9  | 12 |    |    |    | 68  |
| Harry Connick jr.    | Leo Markus      |    |    |    |    | 12 | 6  | 2  | 4  | 1  |    |    | 25  |
| Leigh-Allyn Baker    | Ellen           | 4  | 3  | 2  | 2  | 4  |    | 1  | 4  | 1  |    |    | 21  |
| Bobby Cannavale      | Vince D'Angelo  |    |    |    |    |    | 3  | 7  | 6  | 1  |    |    | 17  |
| Brian Jordan Alvarez | Estefan Gloria  |    |    |    |    |    |    |    |    | 1  | 6  | 6  | 13  |
| Debbie Reynolds      | Bobbie Adler    | 1  | 1  | 2  | 2  | 2  | 1  | 1  | 2  |    |    |    | 12  |

## Beroemde gastrollen
Veel internationale beroemdheden hadden een gastrol in Will & Grace. Een greep uit die lijst:
- Candice Bergen - als zichzelf, een rijke vriendin van Karen, met wie ze vaak bekvecht.
- Alec Baldwin - als Malcolm Widmark die door Stan werd ingehuurd om weer een advocaat van Will te maken.
- Cher - als zichzelf, wanneer Jack haar verwart voor een travestiet en later, in een droom van Jack.
- Joan Collins - als Helena Barnes die met Grace strijdt om een klus.
- Ellen DeGeneres - als de non Louise die de auto van Graces overleden oom koopt.
- Matt Damon - als Owen, een hetero die zich voordoet als homo om met een koor mee te kunnen doen.
- Michael Douglas - als de politieagent Gavin Hatch die zijn functie gebruikt om Will te verleiden.
- Andy García - als een restauranthouder en tijdelijk het vriendje van Karen.
- Glenn Close - als fotografe, Fanny Lieber, die Will en Grace fotografeert op het moment dat ze hun voorstelt (voor de grap) dat ze maar een kind moeten nemen.
- Woody Harrelson - als Nathan. Zie terugkerende personages.
- Janet Jackson - als zichzelf, die een dansauditie houdt en Jack uiteindelijk niet kiest.
- Elton John - als zichzelf, als Will hem in een restaurant tegenkomt.
- Jennifer Lopez - als zichzelf, die in Las Vegas op Karens bruiloft zingt en met Jack gaat toeren.
- Kevin Bacon - als zichzelf, wanneer Jack hem stalkt en vervolgens Will met hem mag dansen wegens een verwarring.
- Madonna - als Liz, die opmerkelijk kort Karens huisgenote is.
- Demi Moore - als Sissy, de oude babysitter van Jack.
- Britney Spears - als Amber, co-host in JackTalk (de talkshow van Jack).
- Minnie Driver - als Lorraine Finster, de minnares van Stan.
- John Cleese - als Lyle Finster, de vader van Lorraine.
- Geena Davis - als Janet Adler, de oudere, losbandige zus van Grace.
- Jack Black - als Dr. Hershberg. Te zien in aflevering zeven van seizoen zes.
- Demi Lovato - als Jenny, draagmoeder voor Will. Te zien in twee afleveringen van seizoen elf.

## Prijzen
De serie won in 2000 drie Emmy Awards: meest bijzondere comedyserie, meest bijzondere vrouwelijke bijrol (Megan Mullally) en meest bijzondere mannelijke bijrol (Sean Hayes). In november 2001 ontving hoofdrolspeler Eric McCormack een Emmy voor 'beste mannelijke acteur in een comedyserie'. In 2002 ontving Will & Grace dertien Emmy's en in 2003 twaalf.
Het programma kreeg ook een People's Choice Award voor 'favoriete nieuwe comedyserie', 27 Golden Globe-nominaties en nog veel meer nominaties en prijzen.

### Overzicht van de prijzen
Bij dit overzicht zijn, wegens het grote aantal, alleen de gewonnen prijzen vermeld en NIET de nominaties. Wellicht valt af te vragen of ze dan wel ooit genomineerd zijn voor een Golden Globe. Dat is de serie sinds 2000 ieder jaar al geweest, maar ze heeft er nog nooit een gewonnen.
- American Cinema Editors, VS (Eddie)

1. (2004) Best Edited Half-Hour Series for Television, Peter Chakos

- American Comedy Awards, VS (American Commedy Award)

1. (2001) Funniest Supporting Female Performer in a TV Series, Megan Mullally
2. (2001) Funniest Supporting Male Performer in a TV Series, Sean Hayes

- Art Directors Guild (Excellence in Production Design Award)

1. (2002) Television - Episode of a Multi-Camera Series, Glenda Rovello (production designer) → voor de aflevering "Prison Blues".
2. (2005) Television - Multi-Camera Television Series, Glenda Rovello (production designer) → voor de aflevering "Queens for a Day"

- Casting Society of America, VS (Artios)

1. (1999) Best Casting for TV, Comedy Episodic, Tracy Lilienfield
2. (2000) Best Casting for TV, Comedy Episodic, Tracy Lilienfield
3. (2002) Best Casting for TV, Comedy Episodic, Tracy Lilienfield

- Directors Guild of America, VS (DGA Award)

1. (2001) For episode "Love In The Eighties"

- Emmy Awards (Emmy)

1. (2000) Outstanding Comedy Series, David Kohan (executive producer), Max Mutchnick (executive producer), James Burrows (executive producer), Jeff Greenstein (co-executive producer), Alex Herschlag (co-executive producer), Adam Barr (supervising producer), Jhoni Marchinko (supervising producer) en Tim Kaiser
2. (2000) Outstanding Supporting Actor in a Comedy Series, Sean Hayes
3. (2000) Outstanding Supporting Actress in a Comedy Series, Megan Mullally
4. (2001) Outstanding Art Direction for a Multi-Camera Series, Glenda Rovello (production designer) en Melinda Ritz (set decorator) → for episode "Lows In The Mid Eighties"
5. (2001) Outstanding Cinematography for a Multi-Camera Series, Tony Askins (director of photography) → voor de aflevering "Sons And Lovers"
6. (2001) Outstanding Lead Actor in a Comedy Series, Eric McCormack
7. (2002) Outstanding Art Direction for a Multi-Camera Series, Glenda Rovello (production designer) en Melinda Ritz (set decorator) → voor de aflevering "Cheatin' Trouble Blues"
8. (2002) Outstanding Cinematography for a Multi-Camera Series, Tony Askins (director of photography) → voor de aflevering "A Chorus Lie"
9. (2003) Outstanding Art Direction for a Multi-Camera Series, Glenda Rovello (artdirector) en Melinda Ritz (set decorator) → voor de aflevering "24".
10. (2003) Outstanding Cinematography for a Multi-Camera Series, Tony Askins (director of photography) → voor de aflevering "Sex, Losers And Videotape".
11. (2003) Outstanding Guest Actor in a Comedy Series, Gene Wilder → voor zijn rol als "Mr. Stein"
12. (2003) Outstanding Lead Actress in a Comedy Series, Debra Messing
13. (2005) Outstanding Cinematography for a Multi-Camera Series, Tony Askins (director of photography) → voor de aflevering "Friends With Benefits"
14. (2005) Outstanding Guest Actor in a Comedy Series, Bobby Cannavale → voor zijn rol als "Vince"

- GLAAD Media Awards (GLAAD Media Award)

1. (1999) Outstanding Comedy Series
2. (2000) Outstanding Comedy Series
3. (2001) Outstanding Comedy Series
4. (2002) Outstanding Comedy Series
5. (2003) Outstanding Comedy Series
6. (2005) Outstanding Comedy Series

- Hollywood Makeup Artist and Hair Stylist Guild Awards

1. (2002) Best Contemporary Hair Styling - Television (For a Single Episode of a Regular Series - Sitcom, Drama or Daytime), Tim Burke, Luke O'Connor, Mary Guerrero, Mel Stetson → voor de aflevering "The Moveable Feast"

- People's Choice Awards, VS (People's Choice Award)

1. (1999) Favorite Television New Comedy Series
2. (2005) Favorite Television Comedy

- Rose d'Or Light Entertainment Festival

1. (2000) Bronze Rose for a: Sitcom USA

- Satellite Awards (Golden Satellite Award)

1. (2002) Best Performance by an Actress in a Series, Comedy or Musical, Debra Messing
2. (2003) Best Performance by an Actress in a Series, Comedy or Musical, Debra Messing

- Screen Actors Guild Awards

1. (2001) Outstanding Performance by an Ensemble in a Comedy Series, Sean Hayes, Eric McCormack, Debra Messing en Megan Mullally
2. (2002) Outstanding Performance by a Female Actor in a Comedy Series, Megan Mullally
3. (2002) Outstanding Performance by a Male Actor in a Comedy Series, Sean Hayes
4. (2003) Outstanding Performance by a Female Actor in a Comedy Series, Megan Mullally
5. (2003) Outstanding Performance by a Male Actor in a Comedy Series, Sean Hayes
6. (2004) Outstanding Performance by a Female Actor in a Comedy Series, Megan Mullally
7. (2006) Outstanding Performance by a Male Actor in a Comedy Series, Sean Hayes

- TV Guide Awards (TV Guide Award)

1. (2001) Actress of the Year in a Comedy Series, Debra Messing
2. (2001) Supporting Actor of the Year in a Comedy Series, Sean Hayes

- Teen Choice Awards (Teen Choice Award)

1. (2000) TV - Choice Sidekick, Sean Hayes
2. (2001) TV - Choice Sidekick, Sean Hayes
3. (2004) Choice TV Sidekick, Sean Hayes

- Viewers for Quality Television Awards

1. (1999) 'Founder's Award'